# Жюнивиль (кантон)
Жюниви́ль (фр. Juniville) — кантон во Франции, находится в регионе Шампань — Арденны, департамент Арденны. Входит в состав округа Ретель.
Код INSEE кантона — 0813. Всего в кантон Жюнивиль входит 13 коммун, из них главной коммуной является Жюнивиль.

## Коммуны кантона
| Коммуна                 | Население, чел. (1999) | Почтовый индекс | Код INSEE |
| ----------------------- | ---------------------- | --------------- | --------- |
| Аленкур                 | 114                    | 08310           | 08005     |
| Аннель                  | 130                    | 08310           | 08014     |
| Биньикур                | 61                     | 08310           | 08066     |
| Виль-сюр-Ретурн         | 74                     | 08310           | 08484     |
| Жюнивиль                | 1100                   | 08310           | 08239     |
| Ла-Нёвиль-ан-Турн-а-Фюи | 436                    | 08310           | 08320     |
| Ле-Шатле-сюр-Ретурн     | 533                    | 08300           | 08111     |
| Мениль-Аннель           | 96                     | 08310           | 08286     |
| Мениль-Лепинуа          | 96                     | 08310           | 08287     |
| Нёфлиз                  | 711                    | 08300           | 08314     |
| Оссонс                  | 165                    | 08310           | 08032     |
| Перт                    | 287                    | 08300           | 08339     |
| Таньон                  | 932                    | 08300           | 08435     |

## Население
Население кантона на 1999 год составляло 4 079 человек.
| 1962  | 1968  | 1975  | 1982  | 1990  | 1999  | 2006 | 2007 | 2008 |
| ----- | ----- | ----- | ----- | ----- | ----- | ---- | ---- | ---- |
| 3 899 | 4 175 | 3 848 | 3 885 | 4 128 | 4 079 | —    | —    | —    |